# آرنوت ويتني
آرنوت ويتني هو لاعب هوكي الجليد كندي، ولد في 16 نوفمبر 1931 في نيوكاسل ‏ في كندا.

## وصلات خارجية
- آرنوت ويتني على موقع EliteProspects.com (الإنجليزية)
- آرنوت ويتني على موقع HockeyDB.com (الإنجليزية)